# NGC 5029
NGC 5029 est une vaste galaxie elliptique relativement éloignée et située dans la constellation des Chiens de chasse. Sa vitesse par rapport au fond diffus cosmologique est de 8 878 ± 13 km/s, ce qui correspond à une distance de Hubble de 130,9 ± 9,2 Mpc (∼427 millions d'al). NGC 5029 a été découverte par l'astronome britannique John Herschel en 1830.
À ce jour, une mesure non basée sur le décalage vers le rouge (redshift) donne une distance d'environ 118,000 Mpc (∼385 millions d'al). Cette valeur est légèrement à l'extérieur des valeurs de la distance de Hubble. Notons cependant que c'est avec la valeur moyenne des mesures indépendantes, lorsqu'elles existent, que la base de données NASA/IPAC calcule le diamètre d'une galaxie et qu'en conséquence le diamètre de NGC 5029 pourrait être d'environ 72,8 kpc (∼237 000 al) si on utilisait la distance de Hubble pour le calculer.